# Kronika Sportu Polskiego
Kronika Sportu Polskiego – wspólna nazwa cyklu publikacji książkowych wydawanych w latach 2001-2014, zawierających dane na temat wydarzeń sportowych w Polsce w poszczególnych latach.
Wydawcą "Kroniki" była Fundacja Dobrej Książki z siedzibą w Warszawie. Publikacja zawierała roczne zestawienia wydarzeń i wyników polskich sportowców z podziałem na dyscypliny oraz kategorie wiekowe. Zespołem redakcyjnym kierował Bogdan Chruścicki, a jego członkami byli m.in. tacy dziennikarze sportowi jak Janusz Pindera, Kamil Wolnicki, Tomasz Lach czy Tomasz Wolfke. Ostatnia z pozycji cyklu – "Kronika Sportu Polskiego 2013" – ukazała się 9 maja 2014 roku.